# Марк Юлий Гессий Марциан
Марк Ю́лий Ге́ссий Марциа́н (лат. Marcus Iulius Gessius Marcianus; умер, предположительно, до 222 года) — римский государственный деятель, родной отец императора Александра Севе́ра (222—235 гг.).

## Биография
Марциан был по происхождению сирийцем из города Арка Кесарийская. Принадлежал он к сословию всадников. По сообщению Диона Кассия, Марциан «занимал различные прокураторские должности». Скорее всего, Марциан скончался до 222 года, когда его родной сын стал императором.
Известно, что Марциан был женат на Юлии Авите Мамеи, став её вторым мужем. Она была второй дочерью знатных сирийцев Юлии Месы и Гая Юлия Авита. Её теткой по материнской линии была Юлия Домна (жена императора Луция Септимия Севера), а двоюродными братьями — римские императоры Каракалла и Гета. Сестра Мамеи — Юлия Соэмия — была матерью императора Гелиогабала.
Мамея родила Марциану двух детей: дочь по имени Фоклия, о которой почти ничего неизвестно, и сына — Марка Юлия Гессия Бассиана Алексиана, ставшего императором под именем «Александр Север».